# Соо (Каґосіма)

Соо́ (яп. 曽於市, そおし, МФА: [so.o ɕi̥]?) — місто в Японії, в префектурі Каґошіма. Розташоване в північно-східній частині префектури.   Виникло на основі стародавнього поселення племен хаято. Отримало статус міста 2005 року. Площа становить 390,39 км². Станом на 1 липня 2012 року населення складало 38 185  осіб, густота населення — 97,8 осіб/км².  Основою економіки є сільське господарство — вирощування батату, овочів; розведення чорних свиней, туризм.   

## Географія
Соо лежить біля основи півострова Осумі. На півночі міста пролягає гірський масив Кірішма, на півдні — плато, а на сході западина Міяконоджьо. Через Соо протікає річка Хішіда, а також ряд малих річок, які є джерелом річки Ойодо. Хоча місто лежить у префектурі Каґошіма, повсякденне життя його мешканців більш пов'язане з сусідньою префектурою Міядзакі.

## Історія
Територія Соо була заселена з доісторичних часів, про що свідчить неолітична стоянка Нітанда. Ці землі були батьківщиною автохтонних племен хаято, які вели боротьбу проти стародавніх японців — яматосців. У 720 році хаято підняли повстання проти яматоського панування, але були розбиті.
У середньовіччі землі Соо належали аристократичному роду Коное, але у 14 столітті перейшли до рук їхніх управителів, самурайського роду Шімадзу, володарів провінції Сацума. Останні збудували тут замок Суейоші, який згодом служив оплотом цього роду в провінції Осумі проти місцевої знаті. У 1587 році, після завоювання Кюшю силами Тойотомі Хідейоші, територія Соо була передана роду Інджюїн, але згодом знову перейшла під прямий контроль Шімадзу.
Засноване 1 липня 2005 року шляхом злиття таких населених пунктів:
- містечка Суейоші повіту Соо (曽於郡末吉町)
- містечка Такарабе (財部町)
- містечка Осумі (大隅町)